# Saint-Marcel-de-Careiret
Saint-Marcel-de-Careiret – miejscowość i gmina we Francji, w regionie Oksytania, w departamencie Gard.
Według danych na rok 2010 gminę zamieszkiwały 752 osoby, a gęstość zaludnienia wynosiła 54 osoby/km² (wśród 1545 gmin Langwedocji-Roussillon Saint-Marcel-de-Careiret plasuje się na 491. miejscu pod względem liczby ludności, natomiast pod względem powierzchni na miejscu 743.).